# Dunaújváros FC
Dunaújváros FC – węgierski klub piłkarski mający siedzibę w mieście Dunaújváros, działający w latach 1952–2009.

## Historia

### Chronologia nazw
- 1951: Dunapentelei Vasas
- 1951: Sztálinvárosi Vasas
- 1956: Dunapentelei Vasas
- 1957: Dunapentelei SC
- 1957: Sztálinvárosi Vasas
- 1959: Sztálinvárosi Kohász
- 1961: Dunaújvárosi Kohász SE
- 1989: Dunaferr SE
- 2004: Dunaújvárosi FC
- 2005: Dunaújvárosi Kohász SE
- 2007: Dunaújvárosi FC

### Historia klubu
Zespół został założony w 1952 r., a już rok później w wyniku wymiany z klubem Sztálinvárosi Vasmű Építők SK awansował do NB I pod nazwą Sztálinvárosi Vasmű Építők SK. W latach 50. miasto Dunaújváros (w wolnym tłumaczeniu Dunajskie Nowe Miasto) nosiło nazwę Sztálinváros (Stalinogród)i jako reprezentant tego miasta grał wówczas klub. Dunaújváros było nowym miastem, założonym przy istniejącej hucie przez komunistów. Drużyna z tego miasta w założeniu władz miała grać w I lidze. Jednak zespół w 1954 r. spadł z ligi. W następnych latach sporadycznie wchodził do ekstraklasy. Po 1956 r. zespół nazwano Dunaújvárosi Kohász SE (Hutnik).
Zespół pozostawał na uboczu węgierskiej piłki do czasu pojawienia się w klubie sponsora. Był nim koncern Dunaferr. W 1998 r. piłkarze awansowali do ekstraklasy. Już w sezonie 1999/2000 zdobyli mistrzostwo kraju. Jednak zespół nie przeszedł kwalifikacji do Ligi Mistrzów. Po wyeliminowaniu Hajduka Split w 2 rundzie kwalifikacyjnej odpadli z Rosenborgiem w 3 rundzie kwalifikacyjnej.
Sezon 2000/01 piłkarze DSE kończą na drugim miejscu. Następny sezon to finał Pucharu Węgier i porażka z Újpestem. Koncern Dunaferr dopadły kłopoty finansowe i wycofał się z finansowania drużyny, więc piłkarze równie szybko jak awansowali, spadli z ekstraklasy (w 2003 r.).
Bez sponsora klub mógł upaść, gdyż nie miał środków na prowadzenie dalszej działalności. Jednak pojawił się sponsor w osobie włoskiego biznesmena Piero Piniego, który poprzednio był właścicielem Honvédu. Zespół wystartował w NB II i grał tam do 2009 roku, gdy ogłoszona została upadłość klubu i został on całkowicie rozwiązany.

## Sukcesy
- Nemzeti Bajnokság I
  - mistrzostwo (1): 1999/2000
  - wicemistrzostwo (1): 2000/2001
- Puchar Węgier
  - finał (1): 2002

## Europejskie puchary
Legenda do wszystkich tabel:
- Q – runda eliminacyjna, 1/16, 1/8, 1/4, 1/2 – odpowiednia faza rozgrywek, Grupa – runda grupowa, 1r gr – pierwsza runda grupowa, 2r gr – druga runda grupowa, F – finał, R – runda, PO – play-off
- k. – rzuty karne, los. – losowanie, Dogr. – dogrywka, w. – zasada bramek strzelonych na wyjeździe

| Sezon   | Rozgrywki     | Runda | Klub               | Dom | Wyjazd | Ogólnie |
| ------- | ------------- | ----- | ------------------ | --- | ------ | ------- |
| 2000/01 | Liga Mistrzów | 2Q    | Hajduk Split       | 2–2 | 2–0    | 4–2     |
| 2000/01 | Liga Mistrzów | 3Q    | Rosenborg BK       | 2–2 | 1–2    | 3–4     |
| 2000/01 | Puchar UEFA   | 1R    | Feyenoord          | 0–1 | 1–3    | 1–4     |
| 2001/02 | Puchar UEFA   | 1Q    | Olympiakos Nikozja | 2–4 | 2–2    | 4–6     |